# Hidrogencarbonat de calci
L'hidrogencarbonat de calci és una sal de calci amb fórmula química Ca(HCO₃)₂ que només existeix en dissolució aquosa, la qual conté cations calci (Ca2+), i anions hidrogencarbonat (HCO₃−) i carbonat (CO₃2−) conjuntament amb diòxid de carboni (CO₂) dissolt. Les concentracions de les espècies que contenen carboni depèn del pH; l'hidrogencarbonat és l'espècie majoritària en un rang de pH de 6.36 a 10.25 en aigua dolça.
Tots els cossos d'aigua en contacte amb l'atmosfera absorbeixen diòxid de carboni i, quan aquestes aigües entren en contacte amb roques i sediments, dissolen ions de metall, majoritàriament calci i magnesi, de manera que la majoria d'aigües dels corrents, llacs, i especialment pus, pot ser considerades solucions diluïdes d'aquests hidrogencarbonats. Aquestes aigües dures tendeixen a formar escates de carbonat en els tubs, canonades i calderes i reaccionen amb sabons formant una escuma indesitjable. En el tractament d'aigües es pot fer servir hidròxid de calci per fer precipitar carbonat de calci i reduir la duresa de l'aigua.
Ca(HCO₃)₂(aq) + Ca(OH)₂ → 2 Ca(CO)₃(s) + 2 H₂O
Si s'intenta evaporar l'aigua d'una solució d'hidrogencarbonat de calci, el producte obtingut acaba sent sempre carbonat de calci en comptes d'hidrogencarbonat de calci: 
Ca(HCO₃)₂(aq) → CO₂(g) + H₂O(l) + CaCO₃(s).
Molt pocs hidrogencarbonats, llevats dels de metalls alcalins i l'amoni, existeixen en estat sòlid.
La reacció química prèvia és molt important per a la formació d'estalactites, estalagmites, columnes, i altre espeleotemes dins coves i, per aquesta raó, per a la mateixa formació de les coves. Quan l'aigua que conté diòxid de carboni (incloent-hi CO₂ extra adquirit d'organismes del terra) passa a través de pedra calcària o altres minerals que contenguin carbonat de calci, dissol part del carbonat de calci i, per tant, esdevé més rica en hidrogencarbonat. Quan les aigües subterrànies entren a la cova, el diòxid de carboni dissolt en excés és alliberat de la solució de hidrogencarbonat, causant que el carbonat de calci, molt menys soluble, sigui dipositat.
En el procés invers, el diòxid de carboni dissolt en l'aigua de pluja reacciona amb la pedra calcària (CaCO₃) per formar hidrogencarbonat de calci soluble (Ca(HCO₃)₂). Aquest compost soluble és llavors arrossegat a fora per l'aigua de pluja. Aquesta forma de meteorització és anomenat 'carbonació'.

## Usos
En l'àmbit de la medicina, l'hidrogencarbonat de calci és de vegades administrat intravenosament per corregir el efectes depressors que té l'hipopotassèmia per al cor mitjançant l'augment de concentració del calci en el sèrum i, alhora, corregir l'acidosi que normalment també hi és present.